# Bracon megapalpus
Bracon megapalpus är en stekelart som beskrevs av Donald L.J. Quicke och Jervis 2005. Bracon megapalpus ingår i släktet Bracon och familjen bracksteklar. Inga underarter finns listade.